# La regina di Saba (Goldmark)

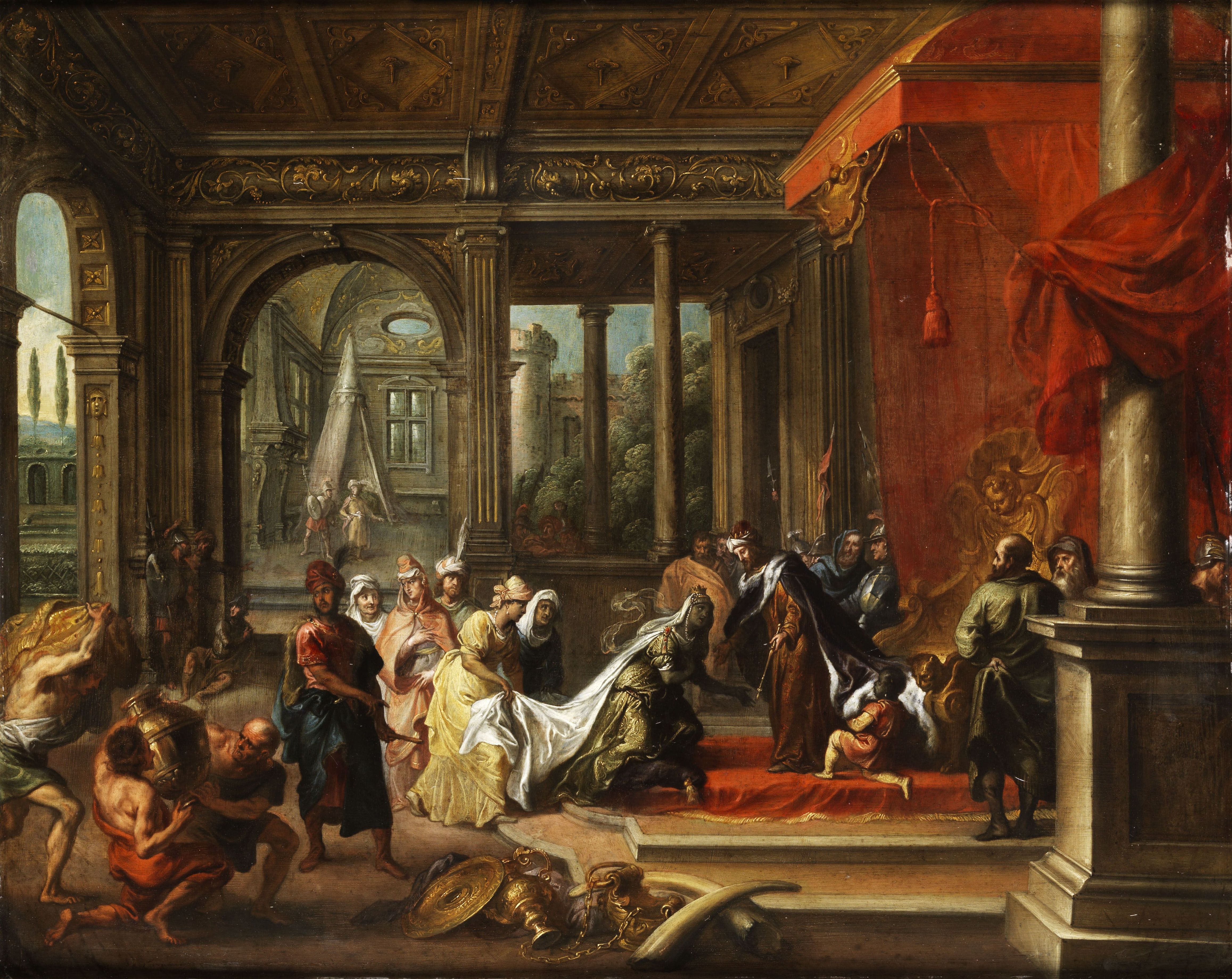
Il re Salomone riceve la regina di Saba

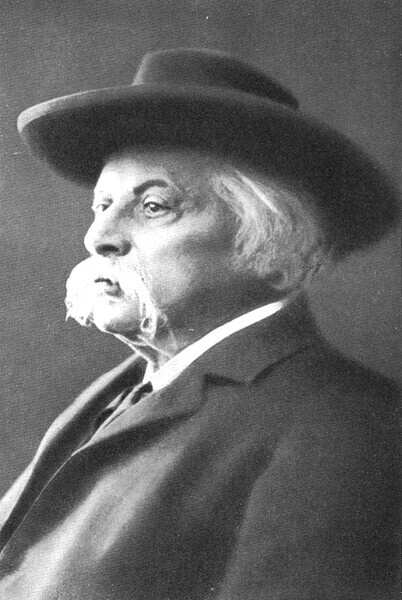
Il compositore Karl Goldmark

La regina di Saba (Die Königin von Saba) è un'opera in quattro atti di Karl Goldmark. Il libretto tedesco di Hermann Salomon Mosenthal situa un triangolo amoroso nel contesto della visita della Regina di Saba alla corte di Re Salomone, registrata nei Libri dei Re 0:1-13 (copiata in gran parte nei Libri delle Cronache 9:1–12). La trama è incentrata su un triangolo amoroso non trovato nella Bibbia tra la regina di Saba, Assad (un ambasciatore alla corte di Salomone) e Sulamith (promessa sposa di Assad).
L'opera fu rappresentata per la prima volta all'Hofoper (ora Opera di Stato) a Vienna, il 10 marzo 1875. Divenne l'opera più famosa di Goldmark e le successive esibizioni furono messe in scena a livello internazionale.

## La creazione dell'opera
L'interesse di Goldmark per l'argomento della regina di Saba fu ispirato dalla sua allieva, il mezzosoprano Caroline von Gomperz-Bettelheim, la cui bellezza una volta era stata paragonata a quella della regina di Saba da un amico di Goldmark. La Bettelheim possedeva una voce sorprendente e il ruolo fu scritto per dimostrare la sua vasta estensione e le sue capacità drammatiche. Tuttavia la Bettelheim non interpretò mai il ruolo, poiché l'opera impiegò dodici anni per arrivare sulle scene. Goldmark iniziò a lavorare all'opera nel 1863, ma il primo libretto scritto si rivelò inadatto. Il libretto di Mosenthal fu consegnato solo due anni dopo, ma Goldmark non era soddisfatto del lieto fine. Dopo qualche riflessione, Goldmark riscrisse la fine dell'opera per terminare con la tragica morte di Assad.

## Storia delle esecuzioni
Dopo una lunga gestazione, Die Königin von Saba arrivò sul palcoscenico il 10 marzo 1875 all'Hofoper di Vienna. Sebbene fosse stata scritta per un mezzosoprano, il ruolo della regina di Saba andò all'acclamato soprano drammatico Amalie Materna, che aveva avuto diversi ruoli nelle opere di Wagner. La première ebbe un grande successo, in parte grazie alla capacità del direttore del teatro di convincere Goldmark a realizzare tagli considerevoli dopo le prove generali. Seguirono rappresentazioni in numerose città europee e il lavoro divenne particolarmente popolare in Italia per diversi decenni. L'opera è stata presentata per la prima volta negli Stati Uniti al Metropolitan Opera il 2 dicembre 1885.

## Ruoli

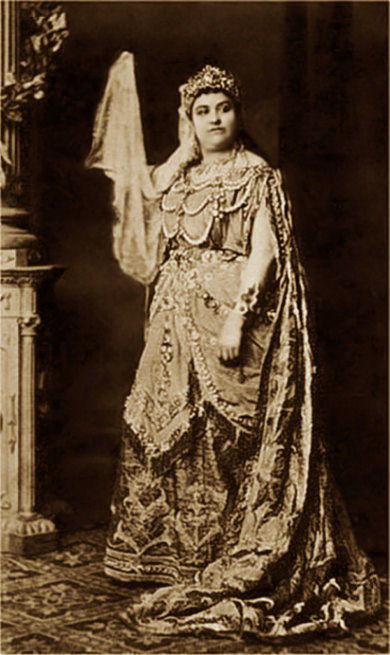
Amalie Materna nella Refgina di Saba

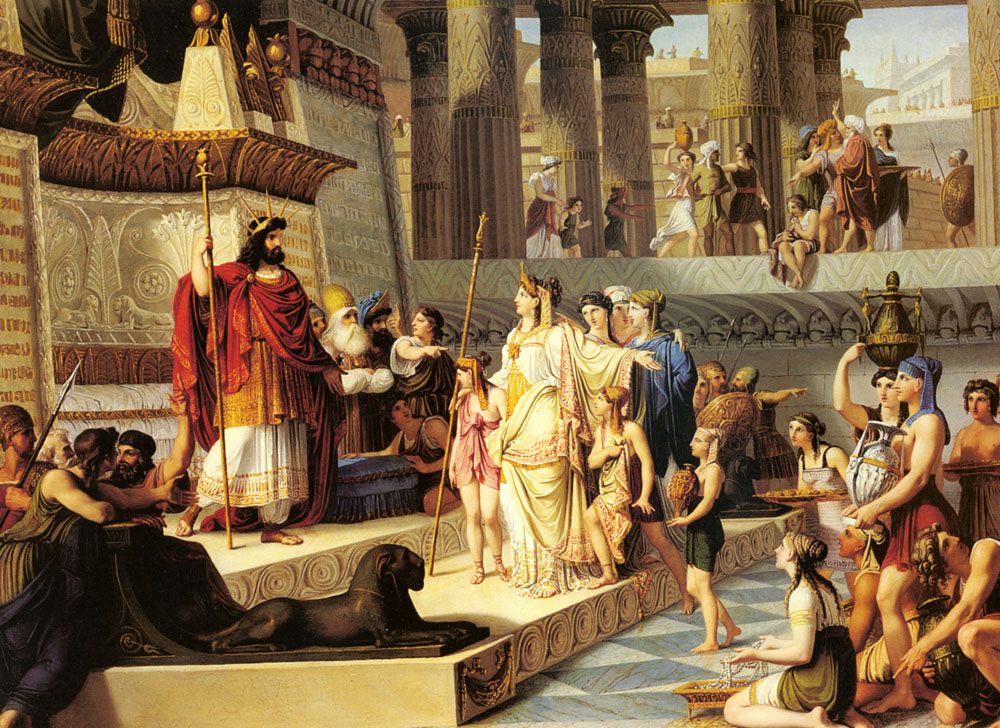
Salomone e la regina di Saba di Giovanni De Min (1789-1859)

| Ruolo                | Tipo voce    | Cast della Prima, 10 marzo 1875 (Direttore: - ) |
| -------------------- | ------------ | ----------------------------------------------- |
| Assad                | tenore       | Gustav Walter                                   |
| Re Salomone          | baritono     | Johann Nepomuk Beck                             |
| Regina di Saba       | mezzosoprano | Amalie Materna                                  |
| Sulamith             | soprano      | Marie Wilt                                      |
| Astaroth             | soprano      | Hermine von Siegstädt                           |
| Baal-Hanan           | baritono     | Theodor Lay                                     |
| Alto sacerdote       | basso        | Hans von Rokitansky                             |
| Guardiano del tempio | basso        | Hans von Rokitansky                             |

## Trama
Luogo e tempo
Gerusalemme e il deserto circostante, X secolo a.C.

### Atto 1: Una sala nel palazzo di Salomone
Sulamith, la figlia del sommo sacerdote, sta aspettando con ansia che il fidanzato Assad torni a corte dal suo incarico diplomatico per pianificare l'arrivo della regina di Saba alla corte del re Salomone. La coppia dovrebbe sposarsi il giorno seguente. Al suo ritorno a palazzo, Assad incontra Salomone e gli rivela che si è innamorato di una donna misteriosa tra le foreste di cedri del Libano e non ama Sulamith. Prima che Salomone possa rispondere, la Regina di Saba arriva con il suo seguito. Mentre saluta il re, si tira indietro il velo, rivelando ad Assad che in realtà è la donna misteriosa che aveva incontrato durante il suo viaggio. La regina, tuttavia, finge di non conoscere Assad vista la sua palese confusione. Dopo che la regina se n'è andata Salomone consiglia ad Assad di non perseguire con la sua infatuazione, ma di sposare Sulamith.

### Atto 2: Il giardino del palazzo di notte

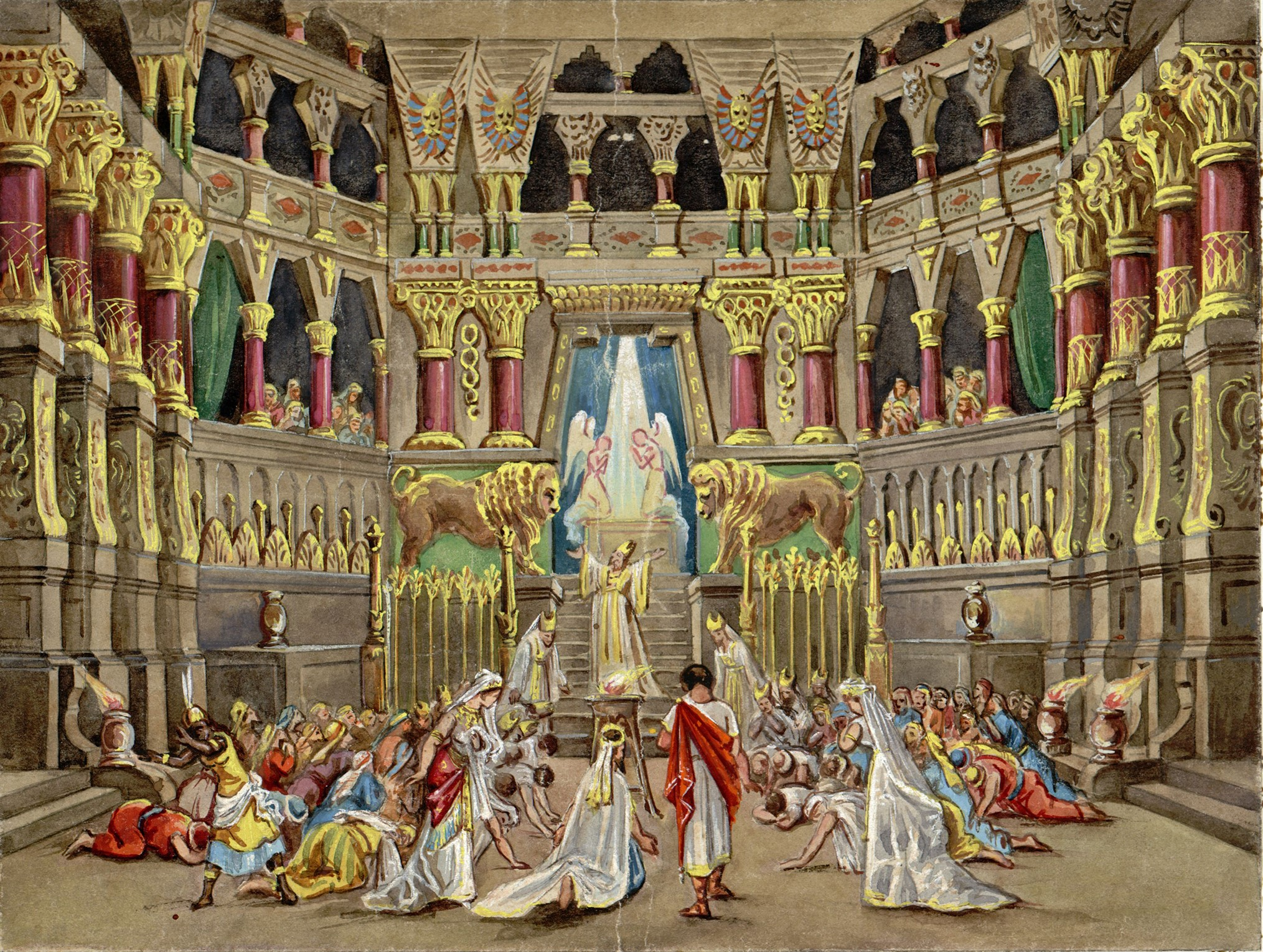
Il Tempio, bozzetto per La Regina di Saba atto 2 scena 2 (1879). Archivio Storico Ricordi

La regina di Saba è scivolata via dal raduno sociale in suo onore all'interno del palazzo. Mentre riflette sul matrimonio imminente di Assad, Astaroth, la sua schiava, la informa che Assad è nelle vicinanze e quindi procede ad attirare Assad verso la sua amante con una seducente canzone orientaleggiante ("Magische Töne") che lui improvvisa per lei. Assad e la regina intraprendono una fervida conversazione che culmina in un duetto appassionato e un abbraccio. Il Guardiano del Tempio arriva all'alba ed interrompe il loro convegno amoroso con una chiamata affinché i Figli di Israele preghino.
Arriva la festa nuziale e Assad e Sulamith stanno per sposarsi davanti all'Arca dell'Alleanza quando la Regina sembra voler fare un regalo di nozze. La regina continua a trattare Assad come uno sconosciuto, cosa che lo mette in difficoltà. Commette blasfemia riferendosi alla Regina come alla sua dea, provocando un tumulto che termina la cerimonia nuziale. Assad viene portato via in attesa della punizione, molto probabilmente la sua esecuzione.

### Atto 3: La corte di re Salomone
Le celebrazioni in onore della regina di Saba continuano con un'esibizione di Bienentanz der Almeen, un balletto e un baccanale. Preoccupata per il destino di Assad, la regina chiede a Salomone di concedere misericordia ad Assad. Egli rifiuta e la regina abbandona il complotto vendicativo. Sulamith, insieme ai suoi compagni, entra nella corte cantando una canzone triste. Anche lei supplica che la vita di Assad sia risparmiata in un'aria che alla fine culmina in un grande ensemble. Ancora impassibile, Salomone risponde con una profezia minacciosa sul destino di Sulamith. Sconcertata, ella lascia il palazzo per il deserto per piangere il suo futuro imminente.

### Atto 4: L'approssimarsi del ritiro nel deserto di Sulamith
Assad è stato esiliato da Salomone nel deserto. La regina di Saba lo cerca per tentare di convincerlo a tornare con lei nel suo regno. Lo trova da solo, non troppo lontano dal ritiro di Sulamith e cerca di sedurlo. Lui respinge le sue avances e in un amaro soliloquio rivela il suo rimpianto e il desiderio di una morte che potrebbe redimere la sua offesa contro Dio. Assad quindi prega per Sulamith e durante questa preghiera viene travolto da una violenta tempesta di sabbia. In seguito viene trovato a malapena vivo da Sulamith e dai suoi compagni. Chiede il suo perdono, che lei gli concede appena prima che lui muoia tra le sue braccia.

## Analisi musicale
Die Königin von Saba è scritta nello stile della grand opéra, con il solito cast e orchestra su larga scala, l'uso del colore locale e una trama ambientata nella storia, tipica del genere. La scrittura vocale comprende brani solistici di recitazione e aria, duetti e cori su larga scala. Momenti notevoli dell'opera comprendono la breve arietta di Assad "Magische Töne" nell'atto 2 e il duetto finale nell'atto 4, entrambi i quali mostrano il lirismo di Goldmark al suo meglio.
Sebbene Goldmark non sia mai stato un ardente seguace di Wagner, l'orchestrazione di Die Königin von Saba ricorda gli effetti e la fluidità formale che caratterizzavano tanto il lavoro di Wagner. Sebbene Goldmark non abbia mai adottato il sistema del leitmotiv a tutti gli effetti, alcuni passaggi ricordano Tristano e Isotta. Il lavoro mostra anche una certa influenza della sensibilità drammatica di Meyerbeer.
Sebbene queste siano evidenti influenze nel lavoro, l'individualità di Goldmark è evidente. La musica per Die Königin von Saba mostra un sensuale erotismo con un tocco orientale. La musica per il Sommo Sacerdote e altri personaggi religiosi ricorda la musica religiosa ebraica e, a volte, la musica di Sarastro ne Il flauto magico. Il carattere religioso di queste parti dell'opera potrebbe essere stato influenzato dalle idee del grande cantore viennese Salomon Sulzer, che si occupava di riportare la musica ebraica alle sue origini orientali.

## Incisioni
- Karl Goldmark: Die Königin von Saba  - Registrazione completa da un'esibizione dal vivo del 1970 del lavoro della American Opera Society Orchestra diretta da Reynald Giovaninetti con Arley Reece come Assad e Alpha Floyd come Regina di Saba. Il CD include anche estratti dell'opera in una registrazione in studio fatta a Vienna (1903–1909) con Leo Slezak come Assad ed Elsa Bland come Regina di Saba. Etichetta: Gala
- Karl Goldmark: Die Königin von Saba  - Completa registrazione in studio del 1980 dell'Opera di Stato ungherese, diretta da Ádám Fischer con Siegfried Jerusalem come Assad e Klara Takács come regina di Saba. Etichetta: Hungaroton
- Karl Goldmark: Die Königin von Saba  - Atto 2 aria di Assad "Magische Töne", registrata nel 1967 da Nicolai Gedda con l'Orchestra del Bayreischen Staatsoper, Monaco, diretta da Giuseppe Patanè. Etichetta: EMI.
- Karl Goldmark  Die Königin von Saba - Completa: Oper Freiburg, Karoly Szemerdy, Jin Seok Lee, Irma Mihelic, Nuttaporn Thammathi, Kevin Moreno, Philharmonisches Orchester Freiburg, Fabrice Bollon CPO